# 石川正明
石川 正明（いしかわ まさあき、1975年1月27日 - ）は、日本の男性声優。栃木県那須烏山市出身。現在はフリー。

## 人物
那須烏山市立下江川中学校、栃木県立喜連川高等学校、代々木アニメーション学院卒業。
以前はアークプロダクション、ONE UPに所属していた。
趣味はゲーム、映画鑑賞。特技はバク転。
資格は普通自動車免許。

## 出演

### テレビアニメ
- 赤ずきんチャチャ（リーヤの兄）
- ガンフロンティア（画家、手下）
- ケロケロちゃいむ（王子、おひつじ）
- こどものおもちゃ（恩多武蔵（初代））
- コレクター・ユイ（男子生徒）
- 神八剣伝（ヒル）
- Soul Link（シン=クロサキ[3]）
- DEAR BOYS（小泉徹）
- デジモンフロンティア（トレイルモン）
- テニスの王子様（南健太郎）
- PAPUWA（組員B）
- HUNTER×HUNTER（第1作）（ケンミ、シャッチモーノ＝トチーノ、殺し屋B、手下B）
- ホイッスル!（天野聖夜、天城燎一、桜庭雄一郎、上級生、選手）
- マジカノ（大杉、役員A）
- 水色時代（井上、国語教師、生徒、部長、靖雄（中学時代）、クラス委員、男）
- 遊☆戯☆王デュエルモンスターズGX（炎丸、N・アクア・ドルフィン）
- 夢のクレヨン王国（マダラスカンク）
- 妖怪人間ベム（2006年版）（斉藤）
- ラグラッツ（チャールズ）
- るろうに剣心 -明治剣客浪漫譚-（新井青空）

### OVA
- るろうに剣心 -明治剣客浪漫譚- 新京都編（新井青空）

### 劇場アニメ
- 劇場版テニスの王子様 跡部からの贈り物～君に捧げるテニプリ祭り～（南健太郎）

### ゲーム
- 実戦パチスロ必勝法! Sammy's collection（ゴンちゃん、シャチのキース）
- テニスの王子様シリーズ（南健太郎）
- ホイッスル! 第37回東京都中学校 総合体育サッカー大会（天城燎一）
- ホイッスル! 〜吹き抜ける風〜（天城燎一）

### ドラマCD
- 舞台 七瀬恋（2006年）